# Marco Valerio Máximo Corvino
Marco Valerio Máximo (en latín, Marcus Valerius Maximus) fue una senddor romano del siglo III a. C.

## Carrera
Fue cuatro veces pretor y cónsul en el año 312 a. C. Su provincia fue Samnio, y se le proporcionó un triunfo, de Samnitibus Soraneisque. Fue hijo de Marco Valerio Máximo Corvo.
Fue legado del dictador, Papirio Cursor, en 309 a. C., y censor en el año 307 a. C., donde se dedicó a ampliar o mejorar los caminos con cargo al presupuesto público. Fue cónsul con Quinto Cedicio Noctua en el año 289 a. C., pero su nombre solo aparece en los Fastos. Debido a la pérdida de la segunda década de la historia de Tito Livio, se perdieron los hechos ocurridos durante su consulado.